# Natriummethylarsenat
Natriummethylarsenat ist ein universelles Pflanzenschutzmittel, das überwiegend als Totalherbizid Einsatz findet. Es ist ein starkes Karzinogen der Klasse 1.

## Herstellung
Natriummethylarsenat kann aus Chlormethan, Arsen(III)-oxid, Schwefelsäure und Natronlauge gewonnen werden:
{\displaystyle {\ce {CH3Cl + As2O3 + H2SO4 + NaOH -> CH4AsNaO3}}}
Ebenso kann es per Methylierung von Natriumarsenit mit Dimethylsulfat hergestellt werden:
{\displaystyle {\ce {NaAsO2 + C2H6O4S -> CH4AsNaO3}}}

## Verwendung
Natriummethylarsenat wird als Herbizid auf Golfplätzen verwendet und wurde als Entlaubungsmittel im Baumwollanbau vor allem in Texas und Louisiana eingesetzt.
In Australien wird MSMA (Daconate) überwiegend zur Ausrottung invasiver Opuntien benutzt.

## Zulassung
Natriummethylarsenat ist in der Europäischen Union und in der Schweiz nicht als Pflanzenschutzwirkstoff zugelassen. 2009 wurde die Verwendung von Arsenherbiziden auf Kulturland in den USA verboten.